# Cherie Amie
Cherie Amie — американская компания по продаже женского нижнего белья. Фабрика по производству продукции находится в Камеруне. Это первая компания справедливой торговли интимной одеждой, использующая чистую прибыль для финансирования микрокредитования.
В 2012 году через краудфандинговый сервис пожертвований Indiegogo основателям за 45 дней удалось собрать более 15 тысяч долларов для развития бизнеса. Спустя два месяца в офисе компании произошёл пожар. Cherie Amie открыл свой онлайн-магазин 10 декабря 2012 года, в День прав человека.

## История

### Основание
Выпускники Университета Северного Техаса Райан Шуэтт и Тара Смит пришли к идее компании справедливой торговли после того, как изучили рынок США и не нашли подобной организации по производству нижнего белья. Они на собственные средства основали отдельные некоммерческие проекты с прицелом на Чёрную Африку и перспективой организации там производства с поставками на североамериканский рынок.
Скандал с использованием детского труда на фабрике Victoria’s Secret в Буркина-Фасо, по мнению одного обозревателя, помог Шуэтту и Смит укрепить свою приверженность принципам справедливой торговли в декабре 2012 года.

### Модель «хорошего возврата»
Салах Бокадум, совладелец Soap Hope и основатель экономической модели «хорошего возврата» (англ. Good Returns), убедил Шуэтта и Смит применить его бизнес-модель для Cherie Amie в 2012 году. Суть «хорошего возврата» состоит в том, что компания инвестирует все свои дивиденды в местные организации, занимающиеся решением тех или иных социальных проблем, посредством беспроцентных займов. Почти 100 % заёмщиков погашают свои займы к концу кредитного срока.
Cherie Amie стала четвёртой компанией, использующей модель «хорошего возврата», и второй, отдавшей на микро-кредиты 100 % чистой прибыли в 2012 году.

### Кампания в Indiegogo
Основатели включили компанию в Peace Tree Africa Partnership, LLC в августе 2011 года. В планах было с помощью краудфандинга собрать не менее 15 000 долларов для начала реализации задуманных идей. Был выбран лозунг: Be Sexy — Buy Fair. Для демонстрации служил снятый в Далласе 36-секундный видеоролик, запечатлевший трёх моделей в нижнем белье.
Кампания в Indiegogo была запущена в июле 2012 года, успешно привлекая средства до конца августа. Уже в октябре Смит отправилась в Камерун, где стала подбирать команду по пошиву одежды.

### Пожар 2012 года
В 2 часа ночи 7 ноября 2012 года загорелся дом Тары Смит, приехавшей всего за 4 часа до этого из Африки и привёзшей с собой много белья ручной работы стоимостью несколько тысяч долларов. Женщина пыталась самостоятельно потушить огонь, но пламя быстро распространялось и она была вынуждена покинуть здание, получив при этом незначительные ожоги. Пожарные не смогли установить причину возгорания.
Пожар заставил Cherie Amie перенести начало продаж в США с чёрной пятницы (конец ноября) на День прав человека (10 декабря). После пожара на официальной странице в Facebook появилось несколько фотографий с юмористическими подписями о людях и доме, пострадавших от пожара. Например, одна из надписей гласила: «Наше женское бельё настолько сексуальное, что сожгло наш дом».

## Критика
Некоторые известные новостные блогеры подвергали критике Cherie Amie в основном за её противоречивую маркетинговую стратегию. Том Меггинсон в блоге подчеркнул «провокационный» характер рекламного ролика, загруженного в сеть в июле 2012 года. По его мнению, девушки в ролике выглядят сексуально и привлекают внимание, но автор задаётся вопросом, это ли лучший способ поддержать женщин в бедных странах. Кейт Ливер, критик The Daily Life, австралийского новостного блога обратила внимание на то, что отсутствующие в рекламном видео африканские ткачихи дают нам возможность дистанцироваться от самой проблемы. Ливер пишет, что вместо действительной помощи африканским женщинам всё сводится к одной сделке: трусики за социальные изменения.
Такие блоги и отраслевые издания как Adrants, The Lingerie Journal и Lingerie Talk дали организации социального предпринимательства более позитивное освещение.

## Интересные факты
Райан сделал предложение Таре в прямом эфире во время интервью телеканалу NBC на день святого Валентина в 2012 году.